# 朱由楙
永年溫順王朱由楙（？—17世紀），明朝德藩唯一一代永年王，德端王朱常𰝙的庶第八子。

## 生平
萬曆四十二年（1614年），封永年王。四月，獲賜麒麟鈕鍍金銀印。
朱由楙於何年去世史料失載。朱由楙去世後，獲諡溫順。因朱由楙無子，永年王的封爵被廢除。